# Michael Odogwu Elue
Michael Odogwu Elue (ur. 4 kwietnia 1956 w Ute-Ogbeje) – nigeryjski duchowny rzymskokatolicki, od 2004 biskup Issele-Uku.

## Życiorys
Święcenia kapłańskie przyjął 18 sierpnia 1984 i został inkardynowany do diecezji Issele-Uku. Po święceniach przez rok pracował jako wikariusz parafii katedralnej, a następnie został wykładowcą seminarium w Ekpoma. W 1987 został proboszczem w Onicha-Ugbo, zaś w latach 1992-1999 studiował w Port-Harcourt, Rzymie i Jerozolimie. Po powrocie do kraju ponownie został wykładowcą seminarium w Ekpoma.
14 listopada 2003 został mianowany biskupem rodzinnej diecezji. Sakry biskupiej udzielił mu 21 lutego 2004 ówczesny arcybiskup Lagos, kard. Anthony Okogie.